# Frans Wijnen
Frans Arnold Jozef Wijnen (Mechelen, 21 mei 1922 - Genk, 20 februari 2016) was een Belgisch politicus voor de CVP.

## Biografie
Wijnen was aannemer. Van 1967 tot 1987 was hij voorzitter van de NCMV-afdeling van de provincie Limburg.
In 1952 werd hij voor de CVP verkozen tot gemeenteraadslid van Munsterbilzen waarvan hij van 1959 tot 1976 burgemeester was. Na de fusie met Bilzen was hij daar van 1977 tot 1986 gemeenteraadslid en van 1979 tot 1982 burgemeester.
Van 1965 tot 1971 en van 1974 tot 1977 was hij lid van de Kamer van volksvertegenwoordigers voor het arrondissement Tongeren-Maaseik. In de periode april  1974-april 1977 had hij als gevolg van het toen bestaande dubbelmandaat ook zitting in de Cultuurraad voor de Nederlandse Cultuurgemeenschap, die op 7 december 1971 werd geïnstalleerd en de verre voorloper is van het Vlaams Parlement.
In februari 2016 stierf hij op 93-jarige leeftijd. Zijn uitvaartplechtigheid vond plaats in de Onze-Lieve-Vrouw-Tenhemelopnemingskerk te Munsterbilzen.